# Канарево
Канарево (мкд. Канарево) је насеље у Северној Македонији, у северном делу државе. Канарево припада општини Старо Нагоричане.

## Географија
Канарево је смештено у северном делу Северне Македоније. Од најближег града, Куманова, село је удаљено 18 km источно.
Село Канарево се налази у историјској области Средорек, на споју долине реке Пчиње планинског залеђа на истоку (планине Козјак и Германска планина), на око 440 метара надморске висине.
Месна клима је континентална.

## Становништво
Канарево је према последњем попису из 2002. године имало 81 становника.
Огромна већина становништва у насељу су етнички Македонци (99%).
Претежна вероисповест месног становништва је православље.